# Stegana dorsolineata
Stegana dorsolineata är en tvåvingeart som beskrevs av Oswald Duda 1925. Stegana dorsolineata ingår i släktet Stegana och familjen daggflugor.
Artens utbredningsområde är Costa Rica. Inga underarter finns listade i Catalogue of Life.